# Ilovik (sziget)
Ilovik (olaszul: Asinello) egy sziget az Adriai-tengerben Lošinjtól délre. Közigazgatásilag Mali Lošinjhoz tartozik.

## Fekvése
Északon Lošinj, Kozjak és Sveti Petar szigetétől az Ilovička vrata (Iloviki kapu) választja el. A szigettől délre található a Kvarnerićka vrata (Kvarner-kapu). Ilovik és Sveti Petar között egy 2,5 km hosszú és körülbelül 300 m széles csatorna húzódik. A sziget keleti oldalán hajózva jutunk Kvarnerić-öbölbe.

## Leírása
A sziget egyetlen északkeleti partján fekvő települése Ilovik. 5,2 km hosszú és 2,8 km széles, területe 5,51 km2, partjának hosszúsága 14,091 km. Legmagasabb pontja a Did (92 m) a sziget középső részén található. További csúcsok a Krišine (77 m, a sziget nyugati oldalán) és Vela straža (91 m, a sziget keleti részén). A legdélibb, egyben legkeletibb pont a Radovan-fok.
A legnyugatibb pont a Široki-fok. A legnagyobb homokos stranddal rendelkező öböl a Paržine (a sziget délkeleti oldalán). 

## Közlekedés
Ilovikot rendszeres hajójárat köti össze Mali Lošinjjal, és gyors hajójárat Fiumével, de a Lošinj déli végéig vezető utat (Mrtvaška-öböl) sokkal többet használják, majd hajó kelnek át Ilovikra. Nyáron kirándulóhajók indulnak Mali és Veli Lošinjtól Ilovik felé. A szigeten nincsenek autók.

## Története
A sziget első írásos említése 1071-ben „Neumae Insulae” néven történt. A 13. században „Sanctus Petrus de Nimbis” és később „San Pietro dei Nembi” alakban szerepelt. A betelepülő horvátok a kisebb szigetnek a „Sv. Petar”, a nagyobbiknak a „Tovarnjak” nevet adták. Később a név „Sveti Petar”, illetve „Sveti Petar Ilovik” alakra változott.
Nagyon jó tengeri és forgalmi helyzetének köszönhetően az Iloviki-csatornát régóta használják hajózásra, ezért a szigeteken különböző történelmi korszakok nyomait találjuk. A két szomszédos sziget, Ilovik és Sveti Petar (amelyet az ilovikiak Prikónak hívnak) története szorosan összekapcsolódik és összefonódik. A szomszédos lakatlan szigeten ma az iloviki temető található, így a lakosokat posztumusz ítélik hajóval történő utazásra.
Az emberi települések legrégebbi nyoma az illír liburn törzstől származik. A sziget gazdag római leletekben (épületalapok, mozaikmaradványok, síremlékek, numizmatikai példányok, szarkofágok), a közelben pedig egy víz alatti régészeti lelőhely található. A Sićadrija nevű lelőhelyen találhatók a kora középkori Szent András-templom romjai.
A 11. században a szomszédos Sveti Petar szigetén bencés kolostor épült. A mai temetőt körülvevő falak valószínűleg ennek a kolostornak a maradványai, de valószínűleg már előtte is volt egy bizánci erőd a helyszínen.1597-ben a velenceiek Filippo Pasqualigo kormányzó rendeletére négyszögletes keresztmetszetű tornyot építettek Sveti Petarra az uszkókok elleni védekezés céljából (mára csak a falak maradtak meg).
Ilovik első lakói a 16. században Lošinjból érkeztek. Többségük olyan volt, akik korábban Sveti Petar szigetén a bencés apátságnál dolgoztak. Néhány más forrás szerint az első horvát telepesek Veli Lošinjtól érkeztek Ilovik szigetére a 18. század végén. A 2011-es népszámlálás szerint a szigetnek 85 lakosa volt. Érdekesség, hogy ma háromszor több iloviki él az Egyesült Államokban, mint a szigeten.

## Gazdaság
A sziget lakossága elsősorban turizmussal, halászattal, juhtenyésztéssel és mezőgazdasággal foglalkozik.

## Növényvilág
A növényvilágból a mediterrán macchia, örökzöld erdők és olajfaligetek nőnek Ilovik területén. A gazdag mediterrán növényzeten kívül az egész sziget tele van különféle virágokkal, színes oleanderekkel, pálmafákkal, és kétszáz éves eukaliptuszfák is vannak. A fentiek miatt Ilovikot gyakran hívják a virágok szigetének.

## Fordítás
Ez a szócikk részben vagy egészben  az   Ilovik című horvát Wikipédia-szócikk ezen változatának fordításán alapul.  Az eredeti cikk szerkesztőit annak laptörténete sorolja fel. Ez a jelzés csupán a megfogalmazás eredetét és a szerzői jogokat jelzi, nem szolgál a cikkben szereplő információk forrásmegjelöléseként.